# Ди Пьетро, Микеле
Микеле Ди Пьетро (итал. Michele Di Pietro; 18 января 1747, Альбано-Лациале, Папская область — 2 июля 1821, Рим, Папская область) — итальянский куриальный кардинал. Титулярный епископ Исавриполиса с 21 февраля 1794 по 9 августа 1802. Латинский иерусалимский патриарх с 22 декабря 1800 по 20 сентября 1802. Про-префект Священной Конгрегации Пропаганды Веры с 24 мая 1805 по 20 мая 1814. Про-великий пенитенциарий с 23 января 1811 по 20 мая 1814. Великий пенитенциарий с 20 мая 1814 по 2 июля 1821. Префект Священной Конгрегации Индекса с 25 сентября 1818 по 2 июля 1821. Вице-декан Священной Коллегии Кардиналов с 29 мая 1820 по 2 июля 1821. Кардинал in pectore с 23 февраля 1801 по 9 августа 1802. Кардинал-священник с 9 августа 1802, с титулом церкви Санта-Мария-ин-Виа с 20 сентября 1802 по 8 марта 1816. Кардинал-епископ Альбано с 8 марта 1816 по 29 мая 1820. Кардинал-епископ Порто и Санта Руфины с 29 мая 1820 по 2 июля 1821. 

## Биография
Дядя кардинала Камилло Ди Пьетро.